# Crimesterdam
Crimesterdam - армянская рок-группа из Еревана. Группа известна своим психоделическим звучанием, на которую повлияли творчество Oasis, Blur, The Beatles и других групп.

## История
Группу "Crimesterdam" была образовали в начале 2010 года вокалист Артур Солахян и гитаристы Саркис Ширинян и Джордж Ованнисян. После нескольких выступлений в клубах Еревана к группе присоединился басист Дэйв Геодакян из "The North Avenues". В декабре 2010-го группа заключает контракт с армянским лейблом "Indie Libertines Records", где 14 декабря выпускается их первый сингл Yeah Pappa I’m Smoking, а 31 января 2011-го выходит акустический мини-альбом Acoustic for Indie Libertines, состоящая из 3-х песен, две из которых в переработанной виде позже войдут в их второй альбом Mary Wants To Marry.
В марте 2011-го к группе присоединяется гитарист Юра Хачатрян. Основной состав был сформирован в июне 2011 года, когда в группу переходит Владимир Ованнисян из "Scream Of Silence" 
28 апреля 2011 года группа выпускает свой первый дебютный мини-альбом Mary Wants To Marry, который был записан и миксирован в домашней студии Дэйва Геодакяна.
3 сентября 2011 года группа выпустила свой второй EP под названием Your Russian Wife , после чего вышел их первый одноимённый видеоклип .
С октября 2011 года группа работает над первым полноценным студийным альбомом, и выйдет после апреля 2012 года.
12 мая 2012 состоялся релиз двойного сингла группы «Friday (As It Starts) / It Is Not Dying».

## Участники группы
- Артур Солахян - вокал
- Дэйв Геодакян - бас
- Юрий Хачатрян - гитары
- Владимир Ованнисян - ударные

## Дискография

### Альбомы
- 2012 - Obsolete Modern Retro (18 июня 2012)

### Мини-альбомы
- 2011 - Mary Wants To Marry (28 апреля 2011)
- 2011 - Your Russian Wife (3 сентября 2011)

### Синглы
- 2010 - Yeah Pappa, I'm Smoking (Demo)
- 2012 - Underground Glory (26 марта 2012)
- 2012 - Friday (As It Starts) / It Is Not Dying (7 мая 2012)
- 2012 - Bring It On (6 ноября 2012)
- 2012 - An English Breakfast (6 ноября 2012)

### Акустические записи
- 2011 - Acoustic For Indie Libertines (31 января 2011)

### Сборники
- 2022 - OMR